# Cabile somale
Il sistema somalo delle cabile (in somalo: qabiilka, in italiano interscambiabile con il termine clan) è fondamentale per comprendere le vicissitudini della vita sociale somala. Recentemente molti studiosi sia somali che di altre nazionalità hanno ipotizzato che il sistema delle cabile somalo abbia contribuito enormemente alla instabilità della Somalia portandola nella situazione attuale di grave povertà e grave instabilità politica che perdura da anni, nonostante la fine della guerra civile somala e dei miglioramenti nell’ambito dell’istituzione della Repubblica Federale Somala della riconquista dei territori in mano ai terroristi di Al Shabab e della sicurezza del paese, mentre da quest’ultimo punto di vista la regione autonoma del Somaliland, proclamatosi una nazione indipendente nonostante non essere stata riconosciuta da nessuno stato del mondo, è relativamente sicuro.
Alcuni clan sono tradizionalmente classificati come clan nobili, in riferimento al loro stile di vita nomade in contrasto con i Sab sedentari che sono o agropastoralisti o caste artigianali. I cinque clan nobili sono Darod, Dir, Hauia, Isaaq e Rahanuin. Di questi, Dir e Hauia sono considerati discendenti da Irir Samaale, la probabile fonte dell'etnonimo somalo (soomaali). Isaaq e Darod hanno tradizioni di discendenza agnatiche (paterne) separate rispettivamente attraverso Ishaak ibn Ahmed (Sheikh Ishak) e Abdirahman bin Isma'il al-Jabarti (Sheikh Darod). Si afferma che sia Sheikh Ishak che Sheikh Darod abbiano sposato donne del clan Dir, stabilendo così legami matrilaterali con la radice principale di Samaale. "Sab" è il termine usato per riferirsi a clan somali minori in contrasto con "Samaale". Sia Samaale che Sab sono i figli del padre "Hiil", il cui antenato comune a tutti i clan somali.
Alcuni clan nella parte meridionale della Grande Somalia non appartengono ai clan principali, ma vennero associati a loro e alla fine furono adottati in una delle loro confederazioni: Gaalje'el a Hiran e altrove nella Somalia centrale fa risalire la sua discendenza paterna a Gardheere Samaale; Garre nella regione somala e nella provincia nord-orientale è divisa in due rami: Tuuf che afferma di essere Garre Gardheere Samaale, e Quranyow, che sposò la figlia di Tuuf, è del lignaggio Mahamed Hiniftir Mahe Dir; Degoodi nella regione somala e nella provincia nord-orientale è imparentato con Gaaje'el come Saransoor e fa risalire il suo patrilineamento a Gardheere Samaale; Hawaadle in Hiran appartiene al Meyle Samaale; Agiuran nella provincia nord-orientale afferma di discendere da Maqaarre Samaale e Sheekhaal riconosce la discesa dallo sceicco Abadir Umar Ar-Rida, noto anche come Fiqi Umar. Pertanto, si dice che Gaalje'el, Garre, Degoodi Ajuraan e Hawaadle abbiano legami patrilaterali con Dir e Hauia attraverso Samaale fino ad Aqeel Abu Talib, mentre lo Sheekhaal fa risalire la discesa a un antenato diverso dalla progenie di Samaale, ma alla fine anche ad Aqeel Abu Talib. Lo Sheekhaal (var. Sheikhaal (arabo: شيخال), noto anche come Fiqi Omar, è una cabila somala. Un gruppo di membri della cabila maggiore Hauia (Martiile hiraab) vive in Somalia, Etiopia, Gibuti e con un numero considerevole si trova anche nella Frontiera settentrionale (NFD) del Kenya.
I Digil e Mirifle (Rahanuin) sono cabile agro-pastorali nell'area compresa tra i fiumi Giuba e Uebi Scebeli. Molti non seguono uno stile di vita nomade, vivono più a sud e parlano Maay. Sebbene in passato fosse frequentemente classificato come dialetto somalo, ricerche più recenti del linguista Mohamed Diriye Abdullahi suggeriscono che il Maay costituisce una lingua afro-asiatica separata ma strettamente correlata del ramo cuscitico.
Un terzo gruppo, le cabile professionali, sono trattati come emarginati. Possono sposarsi solo tra di loro e gli altri somali li considerano ritualmente impuri. Vivevano nei loro insediamenti tra le popolazioni nomadi del nord e svolgevano occupazioni specializzate come la lavorazione dei metalli, la concia e la caccia. Questi clan somali di minoranza sono Gaboye, Tumaal, Yibir, Jaji e Yahar.